# Rawatsar
Rawatsar è una suddivisione dell'India, classificata come municipality, di 28.383 abitanti, situata nel distretto di Hanumangarh, nello stato federato del Rajasthan. In base al numero di abitanti la città rientra nella classe III (da 20.000 a 49.999 persone).

## Geografia fisica
La città è situata a 29° 16' 60 N e 74° 22' 60 E e ha un'altitudine di 577 m s.l.m..

## Società

### Evoluzione demografica
Al censimento del 2001 la popolazione di Rawatsar assommava a 28.383 persone, delle quali 14.988 maschi e 13.395 femmine. I bambini di età inferiore o uguale ai sei anni assommavano a 4.729, dei quali 2.458 maschi e 2.271 femmine. Infine, coloro che erano in grado di saper almeno leggere e scrivere erano 15.553, dei quali 9.694 maschi e 5.859 femmine.